# Mærsk-C-Klasse (2000)
Die Schiffe der Mærsk C-Klasse zählten bei ihrem Bau ab dem Jahr 2000 zu den weltweit größten Containerschiffen.

## Geschichte
Die in der zweiten Hälfte der 1990er Jahre aus den vormaligen Größenrekordhalter, dem Sovereign-Mærsk-Typ entwickelte Baureihe wurde ab Juni 2000 von der dänischen Odense Staalskibsværft abgeliefert. Auftraggeber der Baureihe war die in Kopenhagen ansässige Reederei Mærsk Line.
Die C-Klasse-Schiffe zählen zu den Post-Panamax-Containerschiffen und verfügen über eine Kapazität von 6600 TEU (beladene Container mit je 14 Tonnen Gewicht), beziehungsweise 8648 TEU an echten Stellplätzen. Die Schiffe können 17 Container querschiffs und insgesamt 13 Lagen übereinander stauen. Dafür stehen insgesamt 21 40-Fuß-Bays (15+6) zur Verfügung. Die Maersk C-Klasse kann auch als dritte Bauserie des Sovereign-Mærsk-Typs betrachtet werden, da die Reederei sie zusammen mit den anderen S-Klasse Schiffen führt. Der Hauptbauunterschied im Vergleich zu den beiden Serien der S-Klasse liegt in den leistungsfähigeren  Zweitakt-Hauptmotoren des Typs HSD-Wärtsilä New Sulzer Diesel 12RTA96C. Diese waren die seinerzeit leistungsfähigsten Dieselmotoren auf dem Markt.
Im Jahr 2011 wurden die Deckshäuser der meisten der Schiffe bei der Werft Qingdao Beihai Shipbuilding Heavy Industry Company erhöht, um die Kapazität an Decksstellplätzen zu vergrößern.

## Die Schiffe
| Mærsk C-Klasse                           | Mærsk C-Klasse | Mærsk C-Klasse | Mærsk C-Klasse                                 | Mærsk C-Klasse                  |
| Bauname                                  | Baunummer      | IMO-Nummer     | Kiellegung Stapellauf Ablieferung              | Spätere Namen und Verbleib      |
| ---------------------------------------- | -------------- | -------------- | ---------------------------------------------- | ------------------------------- |
| A. P. Møller                             | L177           | 9214898        | 26. November 1999 - 20. April 2000             | 2024 MSC Nicole X, so in Fahrt  |
| Caroline Mærsk                           | L178           | 9214903        | 29. März 2000 - 4. September 2000              | 2024 MSC Jasmine X, so in Fahrt |
| Carsten Mærsk                            | L179           | 9219795        | 11. Juli 2000 - 17. November 2000              | 2024 MSC Denisse X, so in Fahrt |
| Chastine Mærsk                           | L180           | 9219800        | 8. Oktober 2000 - 3. Februar 2001              | -                               |
| Charlotte Mærsk                          | L181           | 9245744        | 15. Oktober 2001 - 22. März 2002               | -                               |
| Cornelia Mærsk                           | L182           | 9245756        | 21. Dezember 2001 12. April 2002 12. Juni 2002 | -                               |
| Columbine Mærsk                          | L183           | 9245768        | 10. März 2002 28. Juni 2002 4. September 2002  | -                               |
| Clementine Mærsk                         | L184           | 9245770        | 24. Mai 2002 2. Oktober 2002 7. November 2002  | -                               |
| Daten: Equasis, grosstonnage, ABS Record |                |                |                                                |                                 |